# Immobile dans le courant du fleuve
Immobile dans le courant du fleuve est un roman d'Yves Berger publié le 1er septembre 1994 aux éditions Grasset et ayant reçu la même année le prix Médicis.

## Résumé
Oregon, un cavalier et sa fidèle jument Appaloosa pénètrent un jour dans un territoire inconnu et paradisiaque. Après s'être rendu compte que tout le monde en ignore l'emplacement, Oregon décide de s'y installer. Pour bâtir et entretenir sa maison, il passe un contrat avec Martin, un pilote d'hélicoptère, qui lui apporte tout ce dont il a besoin et le paie grâce à l'argent provenant de la vente des produits agricoles qu'il fait pousser grâce à la pureté de l'environnement qui leur assure une très bonne qualité. Oregon se sent seul et finit par ramener chez lui une femme, Faustine. Ensemble, ils ont une petite fille qu'il baptise Salicorne. Oregon a tout pour être heureux mais Faustine ne partage pas ses idées utopistes et préférerait que son enfant ait une éducation « normale », en contact avec la société. Elle finit par partir avec sa fille. Le même jour, Martin vient prévenir Oregon que, malgré toutes les précautions qu'ils ont prises, la nouvelle de la découverte du territoire s'est répandue et qu'une première vague de colonisation est en route. Persuadé que les colons vont détruire le territoire et ayant perdu celles qu'il aimait, Oregon tue sa jument et se suicide.

## Éditions
- Immobile dans le courant du fleuve, éditions Grasset, 1994  (ISBN 2246423716).